# Rattenschwanz

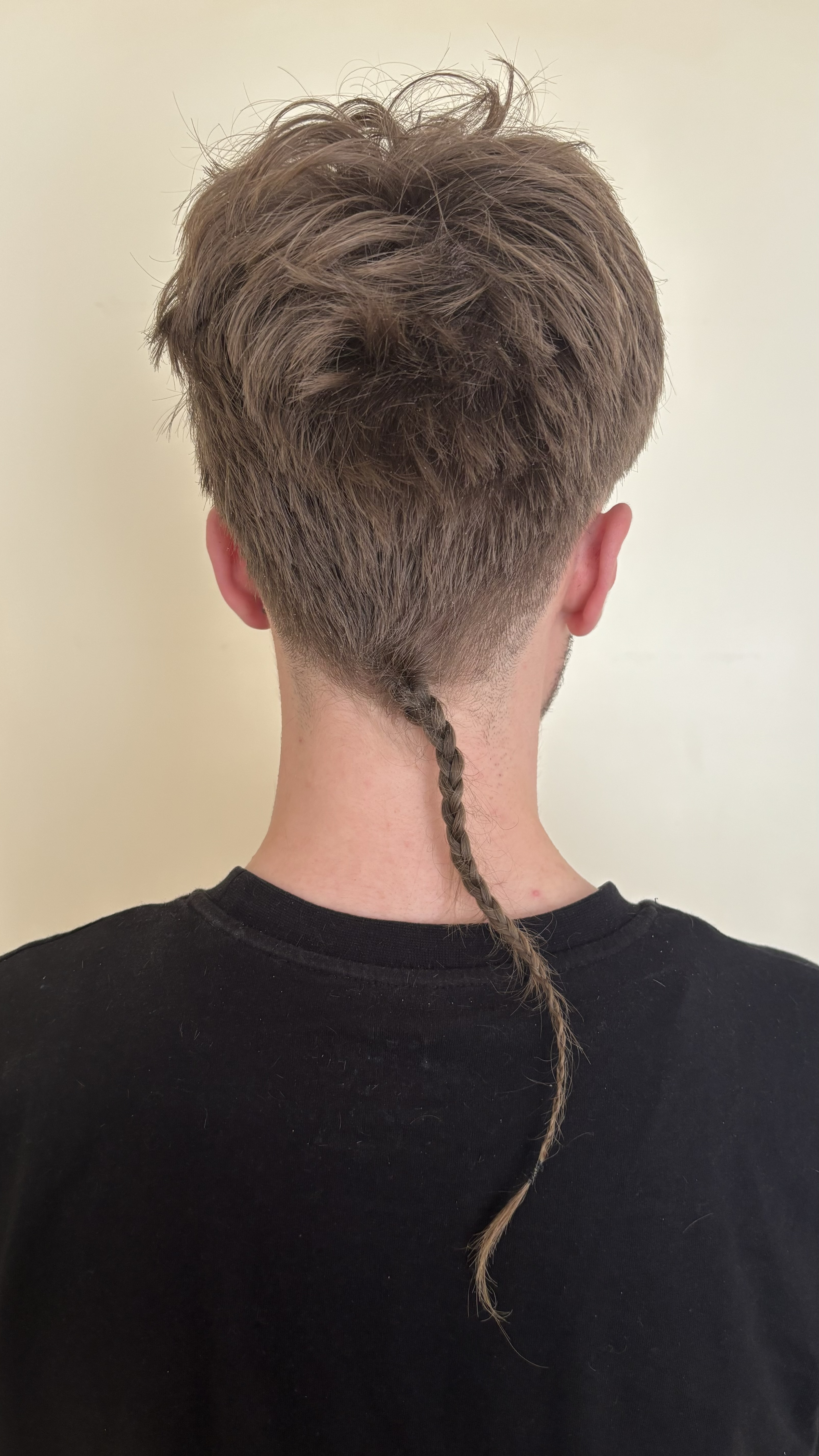
Rattenschwanz auf der Rückseite

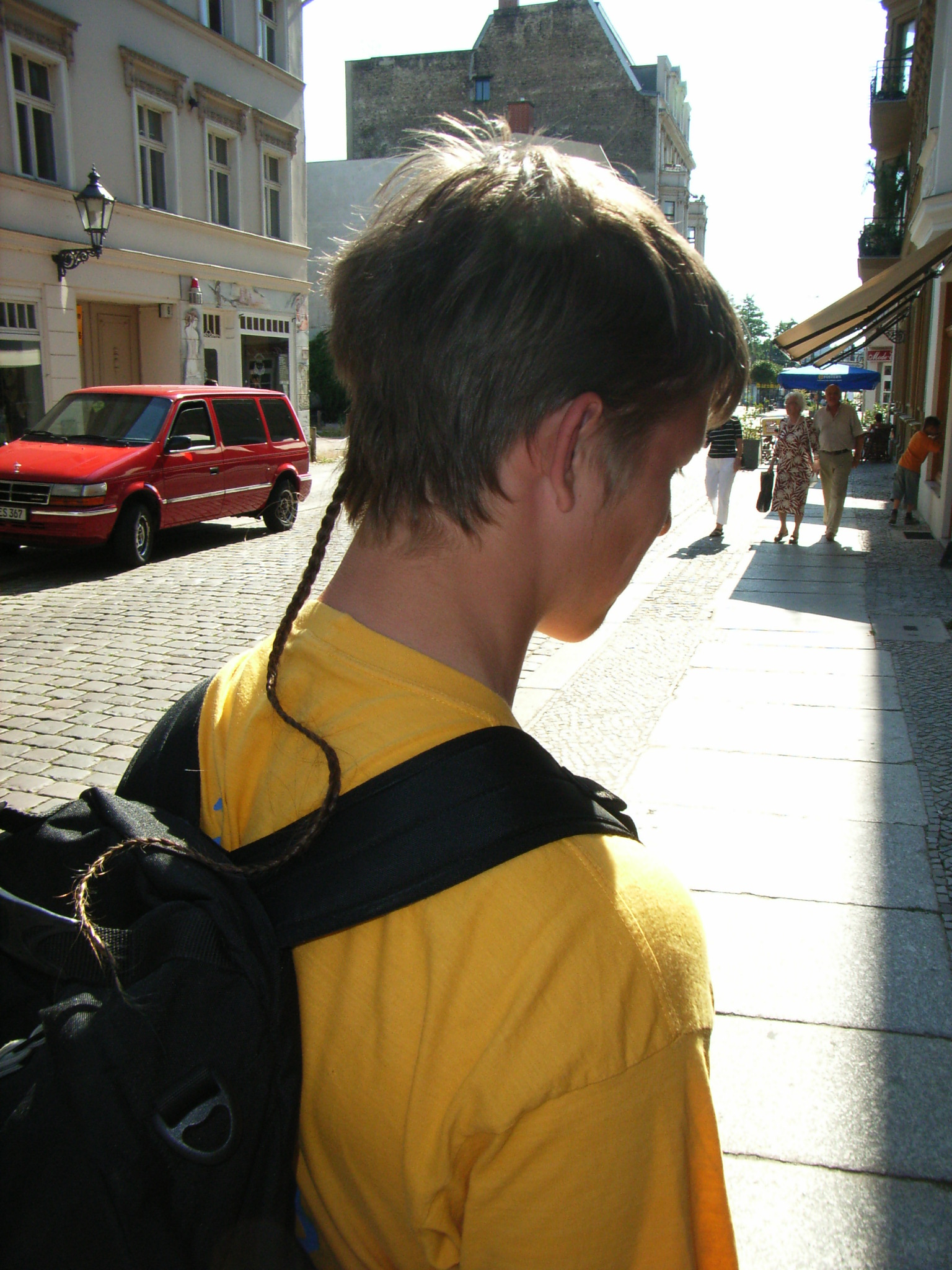
Geflochtener Rattenschwanz

Als Rattenschwanz (auch englisch rattail) wird ein dünner, meist geflochtener Zopf bezeichnet, der hinten an der Haargrenze wächst. Häufig wird dabei der Nacken bis auf einen Haarstreifen, der den Rücken herunterwächst, rasiert.
Der Rattenschwanz wird auch als Zündschnur, Schwänzchen, Swinserl, Saschazöpfchen oder in Bayern auch „Ratzenfrisur“ (Rattenfrisur) bezeichnet und vorwiegend von Kindern, insbesondere Jungen getragen. Jedoch ist diese Frisur auch bei Erwachsenen vorzufinden. Bei Kindern war die Frisur insbesondere in den späten 1980er- und den 1990er-Jahren beliebt.
Zwei hinter den Ohren getragene offene Zöpfe werden ebenfalls als Rattenschwänze oder Rattenschwänzchen bezeichnet. Im Englischen werden sie rattails, pigtails oder piggytails (Schweine-/Schweinchenschwänze) genannt.